# EuroLOT
EuroLOT SA (ранее стилизованная под EuroLOT) — бывшая польская региональная авиакомпания, базирующаяся в Варшавском аэропорту имени Фредерика Шопена.
Помимо собственных рейсов под Eurolot действовали ближнемагистральные рейсы для LOT Polish Airlines, а также специальные чартерные рейсы по всей Европе.

## История
EuroLOT был основан 19 декабря 1996 года и начал регулярные авиаперевозки 1 июля 1997 года. Первоначально он действовал как авиаперевозчик с собственной сетью стыковок. В то время флот EuroLOT состоял из турбовинтовых самолетов: 5 собственных ATR 42-300 и 8 ATR 72-202, арендованных у LOT вместе с экипажем. В период с 1998 по 2000 год EuroLOT также эксплуатировал два 18-местных самолета BAe Jetstream 31. Основная задача авиакомпании заключалась в реконструкции сети внутренних и региональных рейсов при одновременном снижении эксплуатационных расходов в области внутренних воздушных направлений. 
В 2000 году компания перестала быть независимым перевозчиком и стала оператором материнской компании LOT. 
В 2012 году Eurolot разместила заказ на 8 турбовинтовых самолетов Bombardier Dash 8 Q400 NextGen для замены старого парка самолетов типа ATR. В 2014 году Eurolot рассматривал аренду с обслуживанием LOT Boeing 787 Dreamliner для обслуживания рейсов в Юго-Восточную Азию в рамках более крупной реструктуризации LOT, однако этот план не осуществился.
6 февраля 2015 года было объявлено, что компания будет ликвидирована из-за финансовых проблем. LOT взяли на себя некоторые из маршрутов Eurolot, сдав в лизинг бывшие самолеты авиакомпании.

## Флот
По состоянию на ноябрь 2014 года флот Eurolot состоял из нескольких самолётов Bombardier Q 400 со средним возрастом 2,3 года. Несколько ранее также эксплуатировались и другие самолёты, в частности ATR 72-202.